# Мечеть с минаретом на крыше

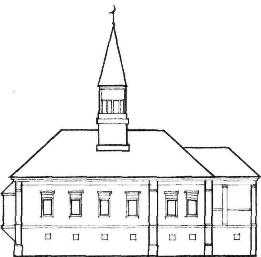
Рисунок соборной мечети по проекту архитектора Якобсона для Буинского уезда Симбирской губернии 1876 г.

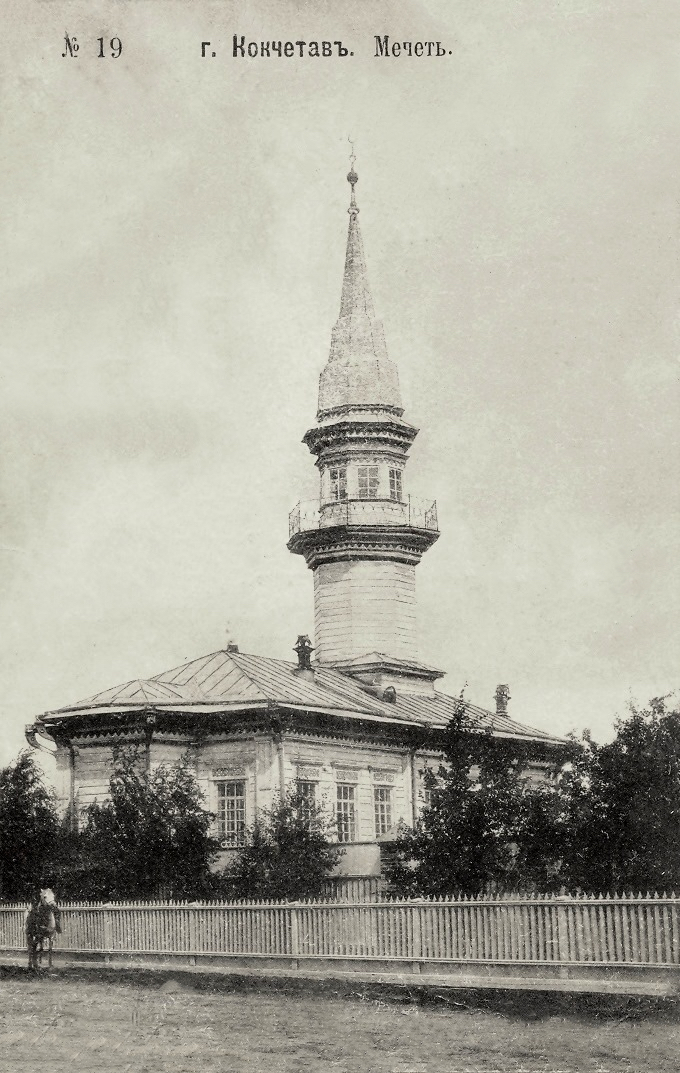
Минарет первой мечети в Кокшетау

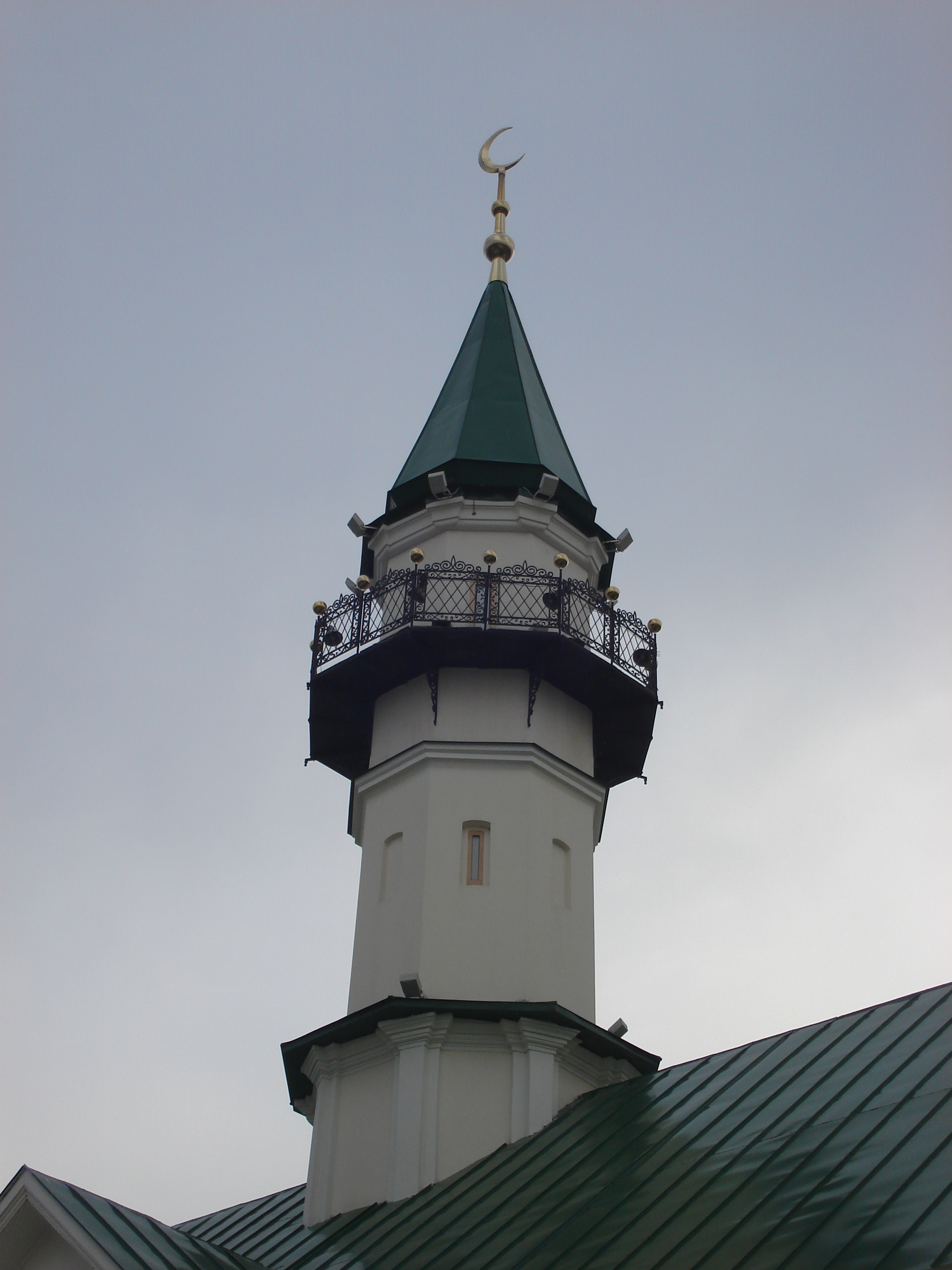
Минарет мечети Марджани, Казань

Мечеть с минаретом на крыше — тип мечети, повсеместно распространенный среди татар-мусульман и башкир в Поволжье и на Урале. У других народов встречается лишь как исключение. Получил распространение с XIX века.

## История возникновения
Мечети с минаретом на крыше строились в татарских городах и деревнях и раньше. Особенно широкое распространение таких мечетей началось со строительства в 1766—1770 гг. ставшей самой крупной и главной в Казани каменной мечети аль-Марджани (она же Первая соборная, Юнусовская) по проекту русского архитектора В. И. Кафтырева после личного разрешения императрицы Екатерины II и провозглашения ею в России общества многоконфессиональной веротерпимости.
На строительство мечетей в Поволжье в XIX в. был распространен указ от 13 декабря 1817 г. «Об устройстве деревень и церковных зданий». С вступлением в силу этого указа архитектура татарских мечетей России, была введена в рамки «образцового» строительства. В 1831 г. был разработан образцовый проект и разослан на места. Чертежи мечетей — творческое искание архитекторов строительных контор. В селах Казанской, Нижегородской, Пермской, Симбирской губерний мечети были построены по этим проектам.
В XIX в. над проектами мечетей в Казанской, Симбирской губерниях трудились архитекторы П. Г. Пятницкий, М. П. Коринфский, А. К. Шмидт, А. И. Песке, во второй половине XIX в. — П. И. Романов, М. Ермолаев, Павлов, Н. Паренсов, Ф. И. Петонди, П. В. Техомиров, техник губернского правления Александров, частный составитель планов мечети Абдулла Мансуров, Н. Фошдеребрюгген, Якобсон и др.
На некоторых образцовых проектах мечети представляют собой весьма необычное по внешнему виду сооружение. Главный объем здания в виде правильной восьмигранной призмы имел три входа с западной, восточной и северной сторон. Последний имел отдельные теплые сени, в которых располагались служебные помещения и лестница на минарет. С южного фасада находился михраб. В центре пирамидальной пологой восьмикратной крыши размещался приземистый восьмигранный с купольным завершением минарет, внешняя галерея которого располагалась непосредственно на крыше здания. Вся эта композиция увенчана полумесяцем (см. рис. архитектора Якобсона).
Как деревянные, так и каменные мечети с минаретом на крыше представляют собой прямоугольное одно—двухэтажное здание с двухскатной крышей, ориентированное с севера на юг. С южного торца примыкает прямоугольный в плане объем михраба.
В отличие от отдельно стоящего минарета, конструктивно связанный со зданием мечети минарет, устойчив к ветровой нагрузке. Поскольку вес деревянного минарета невелик, то наилучшим решением в таком случае является постановка минарета прямо на крыше с использованием стропил в качестве дополнительных раскосов, что также увеличивает его прочность к ветровой нагрузке. Минарет конструктивно крепился к стропилам и балкам перекрытия.

## Минарет
Восьмигранный или иногда цилиндрический минарет прорезал крышу и завершался высоким пирамидальным или коническим шатром. Минарет располагается в большинстве случаев над геометрическим центром здания и представлял собой двух-трёхъярусную башню, состоявшую из стержня (с основанием или без него), внутренней площадки азанчи и шатра.
Деревянные минареты были всегда восьмигранными, каменные могли быть как восьмигранными, так и цилиндрическими или комбинированными.

## Функциональная схема мечети

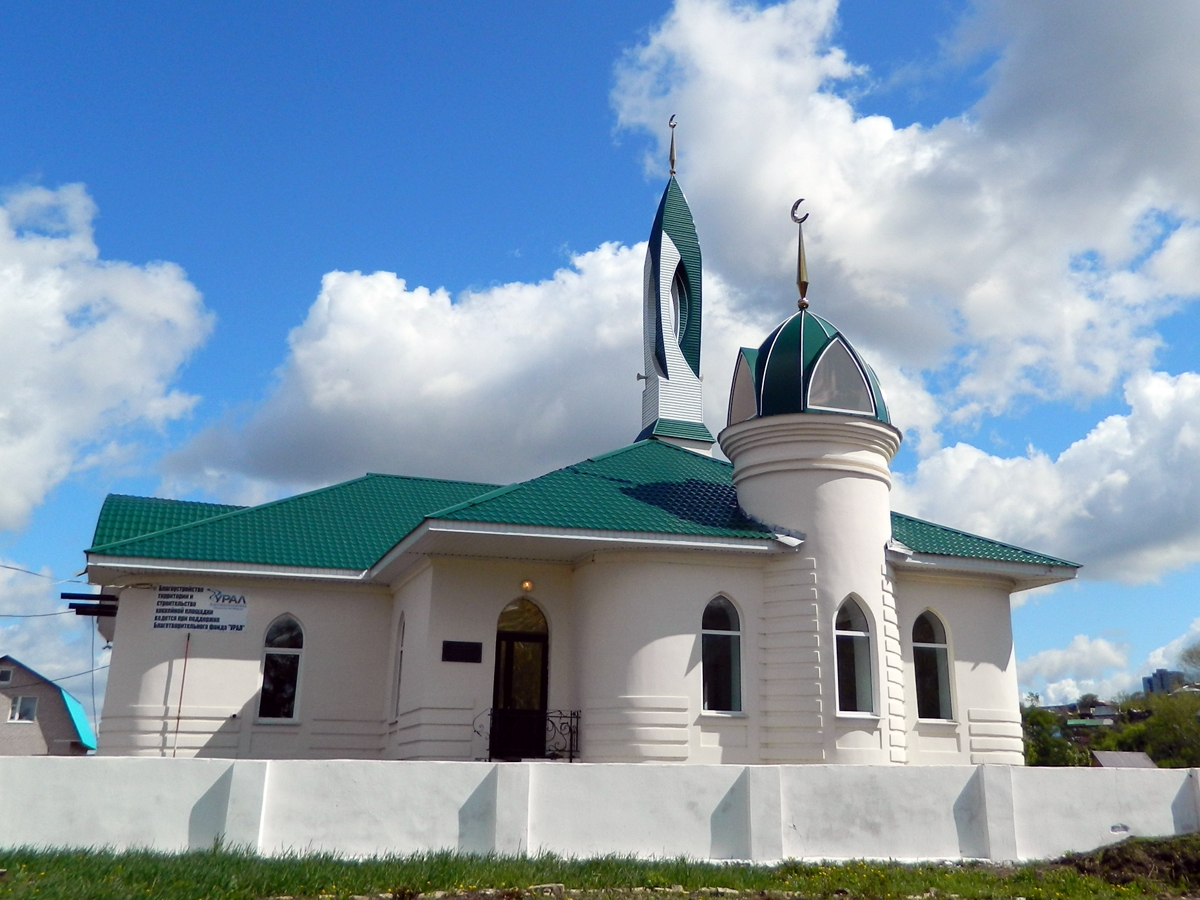
Мечеть Мунира в Уфе

Если здание было двухэтажным, на первом этаже располагалась служебно-хозяйственная зона, где наряду с необходимыми для мечети принадлежностями (инвентарь, библиотека, дровяники) имелись несгораемые кладовые для товаров местных купцов. В соответствии с традицией ислама мечеть — не только религиозное, но и культурно-просветительное учреждение. Поэтому на первом этаже часто располагался мектеб её махалли. Северную часть здания занимала вестибюльная зона (сени, гардероб), южную — ритуальная (молитвенные залы, михраб).
В одноэтажных мечетях планировка строилась по стандартной схеме: сени—вестибюль—алтарная часть. Из сеней шел ход в складской подклеть и лестница на чердак, где по специальной дощатой дорожке можно было пройти к минарету. На верхнюю площадку вела винтовая лестница.
Во многих местах мечети имели весьма скромные размеры и стандартную планировку, по мере увеличения числа махалли за счет пристройки вестибюля с северной стороны её расширяли.

## Оформление мечети
Необжитые стены мечети окрашивались охрой, членились соответственно внутренней планировке дощатыми лопатками, окрашенными под руст в белый или синий цвет. Фронтоны здания и стержень минарета выкрашивались ультрамарином, контрастировали с белыми фризами и зелеными карнизами. Полукруглое фронтонное окно, декорированное нашивными плашками под клинчатую арку, было раскрашено в белый и зеленый цвета. Такая окраска стала встречаться во второй половине XIX и в начале XX в.